# Cirillo di Scitopoli
Cirillo di Scitopoli, o anche da Scitopoli, (Scitopoli, 514 o 524 – 557) è stato un monaco cristiano e agiografo bizantino.

## Biografia
Nato verso il 514 o il 524 a Scitopoli, in Palestina, da una famiglia amica di san Saba Archimandrita, entrò sin da giovane nella laura di Eutimio, per poi entrare nella Nuova Laura e, nel 555 nella Grande Laura, presso Gerusalemme.
È morto in giovane età nel deserto nel 557.

## Opere
Scrisse 7 importanti agiografie di santi, che hanno permesso di conoscere la loro vita:
- Vita di sant'Eutimio[4]
- Vita di san Saba[4]
- Biografia di san Abramio
- Biografia di san Ciriaco
- Biografia di san Giovanni Silenziario
- Biografia di san Teodosio Cenobiarca
- Biografia di san Teognio di Betelia[2]